# Levantamiento Iturbidista de Tepic
El levantamiento Iturbidista de Tepic fue un conflicto armado encabezado por Eduardo García y Anastasio Barón de Rosemberg luego de la caída del Primer Imperio Mexicano y la victoria de la revolución del Plan de Casa Mata con el fin de reinstaurar el Imperio.

## Levantamiento
En Tepic, lugar que había secundado el levantamiento en Guadalajara de 1824 por medio del aventurero alemán Anastasio Barón de Rosemberg, mismo que había sido nombrado teniente coronel por Agustín de Iturbide y Eduardo García, pariente de Iturbide, se declararon abiertamente iturbidistas y se hicieron fuertes en la ciudad nayarita.

## Consecuencias
En respuesta, fue enviado el coronel Luis Correa para reducirlos, atacándolos vigorosamente y luego de derrotarlos, los aprehendió para luego fusilarlos en compañía de otros cebecillas. Este acontecimiento, y otros proimperialistas, como la revolución de San Miguel el Grande y la rebelión Iturbidista de Texas. Dieron lugar a que el gobierno declarara traidor a Agustín de Iturbide, mismo que desconociendo la situación que vivía el país regresó, siendo capturado por Felipe de la Garza y fusilado.